# Makó külterületei

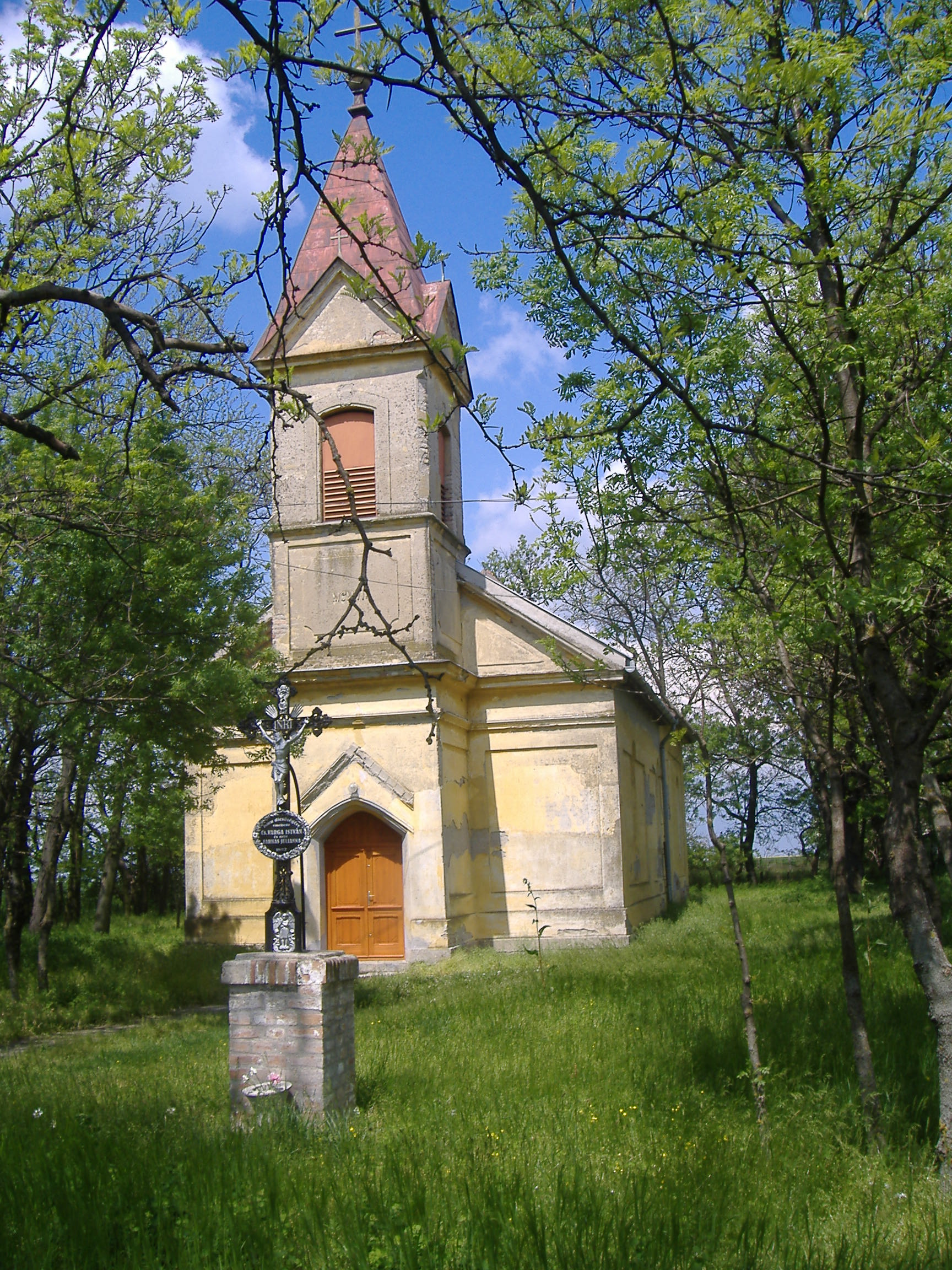
A bogárzói templom

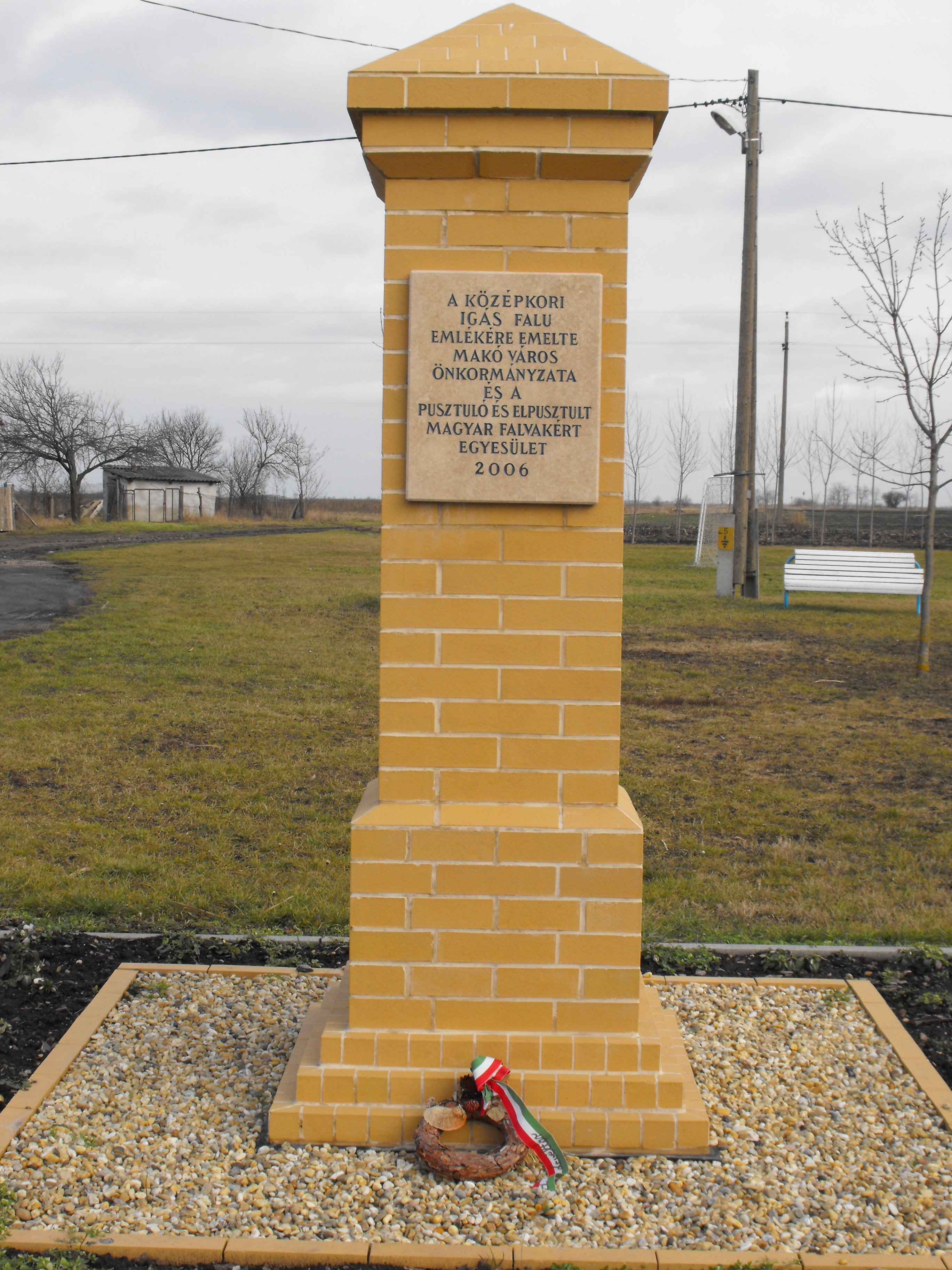
Az igási emlékoszlop

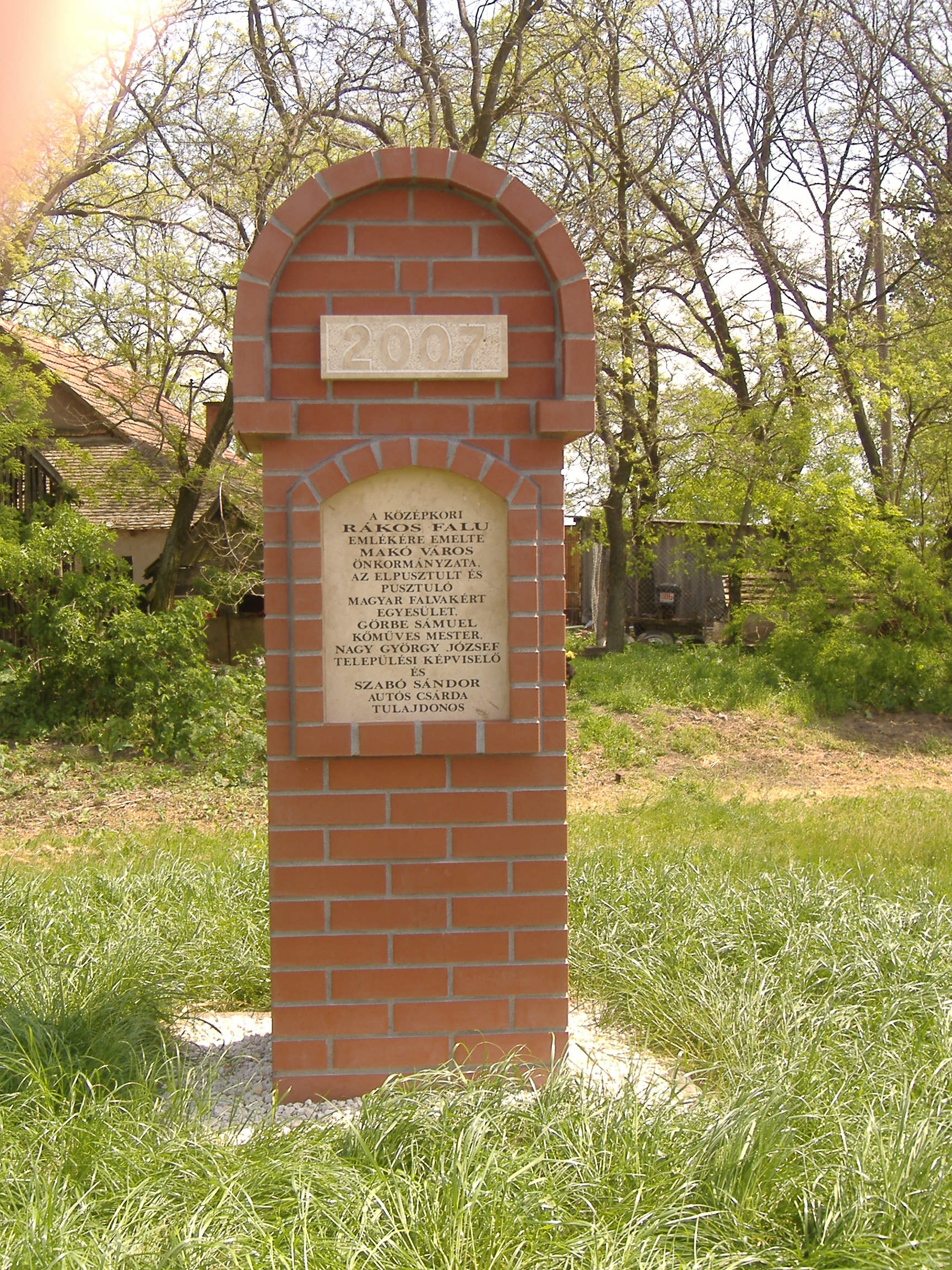
A rákosi emlékoszlop

Makó város külterületei alapvetően három csoportba oszthatóak: az elsőbe tartoznak a mezőgazdasági jellegű tanyák és lakóhelyek, a másodikba az összeírt népesség nélküli külterületek. A harmadik, ezektől elkülönülő rész a várostól 14 kilométerre található Makó-Rákos, amelyet a Központi Statisztikai Hivatal egyéb belterületként említ, jóllehet városrészi besorolás szerint a külterületekhez tartozik.
Az itt szereplő külterületi városrészek többségét az észak-déli irányú 4422-es, illetve az északkelet-délnyugati irányú 4432-es és 4424-es utak kötik össze Makó belvárosával; nyugat-keleti irányú összeköttetést a 4422-es és 4432-es utakat összekapcsoló 4423-as út biztosít a város északi határszélén fekvő lakott területek között.

## Mezőgazdasági jellegű lakóhelyek és tanyák
| Külterület neve           | Népesség | Lakások száma | Távolság a városcentrumtól |
| ------------------------- | -------- | ------------- | -------------------------- |
| Bogárzó                   | 19 fő    | 11            | 20,4 km                    |
| Dálitanyák                | 1 fő     | 6             | 10 km                      |
| Dálugar                   | 10 fő    | 14            | 8 km                       |
| Gacsibaijárandó           | 28 fő    | 16            | 3 km                       |
| Habtatóiugar              | 3 fő     | 4             | 4,8 km                     |
| Hatrongyos                | 49 fő    | 24            | 14,6 km                    |
| Igásijárandó              | 1 fő     | 1             | 2,6 km                     |
| Igásitanyák               | 44 fő    | 28            | 10 km                      |
| Kákásijárandó             | -        | 1             | 2,8 km                     |
| Kortyogó                  | 6 fő     | 6             | 3 km                       |
| Lelei út menti járandó    | 27 fő    | 11            | 3,2 km                     |
| Mikócsaijárandó           | 32 fő    | 12            | 2,8 km                     |
| Ószegedi út menti járandó | 15 fő    | 12            | 5,8 km                     |
| Rákosijárandó             | 72 fő    | 41            | 3,5 km                     |
| Rákositanyák              | 18 fő    | 9             | 15 km                      |
| Semlyék                   | 11 fő    | 4             | 15 km                      |
| Sóstóiugar                | 17 fő    | 6             | 2,4 km                     |
| Tömpös                    | 1 fő     | 1             | 2,5 km                     |

## Külterületek összeírt népesség nélkül
| Külterület neve             | Távolság a városcentrumtól |
| --------------------------- | -------------------------- |
| Erdőőrházak                 | 3 km                       |
| Földeákihatár menti tanyák  | 3,4 km                     |
| Igásiugar                   | 4,7 km                     |
| Jángor                      | 3 km                       |
| Ménesjárás                  | 1,8 km                     |
| Mezőhegyesi út menti tanyák | 17 km                      |
| Rákosiugar                  | 7 km                       |
| Vitahalom                   | 2 km                       |

## Rákos
Makó-Rákos a településtől 14 kilométerre található, félúton Makó és Tótkomlós között, a 4432-es út mentén; Apátfalvával a 4425-ös, Pitvarossal a 4426-os út köti össze. Régészeti leletek tanúsága szerint a 13. század elejéig tartott az állandó megtelepülés a területen. Utcaszerkezete a 20. században alakult ki; 1954 és 1962 között önálló község volt. Lakossága 2001-ben 122 fő volt, népességének összetétele fiatalodik, a lakosok száma azonban csökken, és jelentős az inaktívak aránya. Az alapellátási funkciók helyben is működnek (kultúrház, orvosi rendelő, üzletek). A gyermekek Makó belterületére járnak iskolába, ingyenes iskolabusz szállítja őket a városba. Tömegközlekedési kapcsolatát a várossal a Tisza Volán, a Körös Volán és az ML-Busz autóbuszjáratai biztosítják. Rákoson nem található templom; a Szeged-Csanádi Egyházmegye területi beosztása alapján a Belvárosi plébániához, annak Makó-Bogárzó filiájához tartozik.